# Phallichthys amates
Phallichthys amates es una especie de peces de la familia de los pecílidos en el orden de los ciprinodontiformes.

## Morfología
Los machos pueden alcanzar los 7 cm de longitud total y las hembras los 6 cm.

## Distribución geográfica
Se encuentran en Centroamérica.